# 블레이자

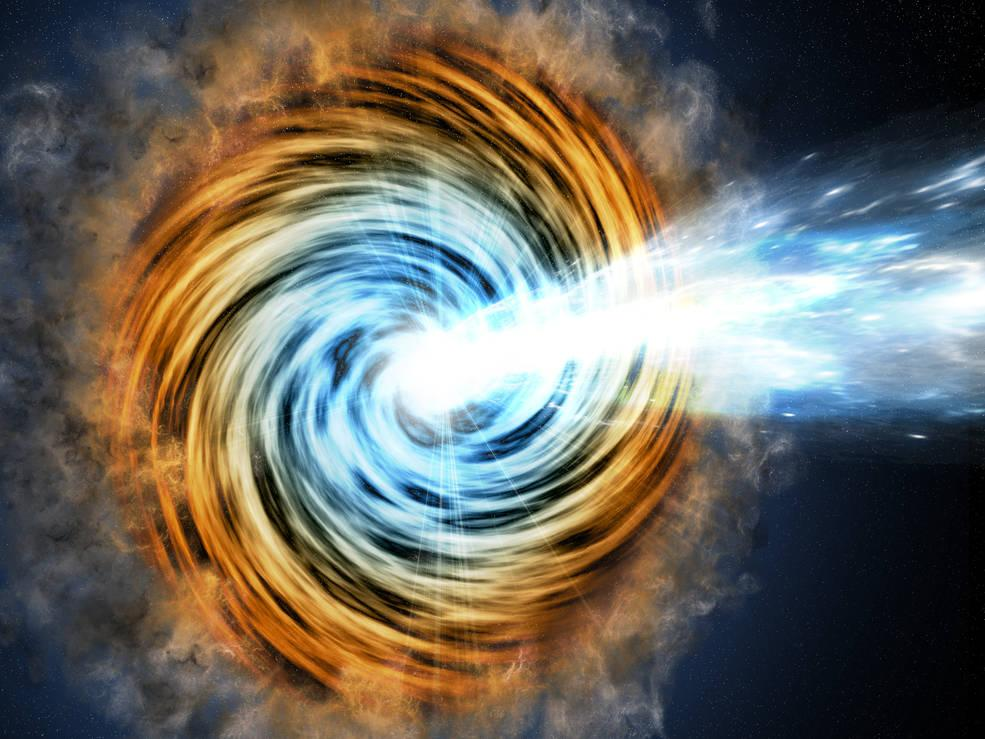

블레이자(영어: Blazar)는 매우 활동적이고 거대한 타원 은하의 중심부에 있는 것으로 추정되는 초대질량 블랙홀과 연관된 매우 작은 퀘이사다. 블레이자는 우주에서 가장 강렬한 현상 중 하나이고, 외부 은하 천문학에서 중요한 주제이다.
블레이자는 활동 은하핵(AGN)을 가지고 있는 거대한 활동 은하 무리의 일원으로, 극소수의 희귀한 천체들은 가시광격변 퀘이사와 도마뱀자리 BL 천체, 둘의 혼합된 특징을 띠는 "중간형의 블레이자" 일 것이다. "블레이자"(Blazar)라는 명칭은 1978년 천문학자 에드워드 슈피겔이 앞의 두 분류를 아우르는 어구를 만들기 위해 등장했다.
활동 은하핵인 블레이자에서 방출되는 상대론적 제트는 일반적으로 지구 쪽을 겨누고 있다. 우리는 제트가 약해지거나 거의 그렇게 됨을 관찰하게 되어, 이것은 블레이자의 두 가지 형태에 대한 빠른 변화 및 작은 특성을 설명한다. 많은 블레이자들은 아마도 상대론적 충격파면 때문에 처음 수 파섹 내의 이들의 제트는 겉보기 초광속 특징을 가지고 있다.
일반적으로 받아들여지는 모습은, OVV 퀘이사는 근본적으로 강력한 전파 은하이고 도마뱀자리 BL 천체는 약한 전파 은하이다. 거대질량 블랙홀을 품고있는 두 경우의 주인 은하 모두 거대 타원 은하이다.
일반적인 특징과 일치하지 않는 매우 극소수의 관측 사례들은 중력 렌즈와 같은 대안 모형으로 설명할 것이다.

## 구조
블레이자는 모든 AGN처럼 주인 은하 중심에 있는 거대질량 블랙홀로 떨어지고 있는 물질에 의해 극단적인 활동을 하는 것으로 생각된다. 가스와 먼지, 그리고 이따금씩 별들은 포획되어 나선을 그리며, 중심의 블랙홀으로 떨어지면서 광자와 전자, 양전자, 다른 기본 입자의 형성으로 막대한 양의 에너지를 발생시키는 강착원반을 형성한다. 이 영역은 대략 10−3 파섹 정도의 크기로 아주 작다.
여기는 중심 블랙홀으로부터 확장된 수 파섹의 거대한 불투명한 토로이드에는 뜨거운 가스와 함께 고밀도의 영역이 들어있다. 이들 "구름"은 블랙홀 근처에서 에너지 흡수하고 재방출 할 수 있다. 이곳의 구름들은 블레이자의 방출 스펙트럼 선에서 감지된다.
강착원반에 수직인, 상대론적 제트 쌍은 매우 큰 에너지의 플라스마를 AGN으로부터 멀리 날려보낸다. 제트는 강렬한 자기장과 강력한 강착원반, 토로이드로부터 발생하는 바람(입자의 흐름)의 조합에 의해 조준된다. 제트의 안에서, 높은 에너지의 광자와 입자들은 서로와, 강한 자기장과 상호작용한다. 이들 상대론적인 제트는 중심의 블랙홀로부터 수십 킬로파섹까지 확장될 수 있다.
이들 모든 영역은 주로 비열적 스펙트럼의 형태에서 몇몇 진동수에서의 높은 편광(보통 몇 퍼센트)과 함께 매우 낮은 진동수의 라디오파에서 극단적인 에너지의 감마선까지 이르는 관측된 에너지의 다양함을 보여줄 수 있다. 비열적 스펙트럼은 라디오파에서 X-선까지 이르는 싱크로트론 복사와, X-선에서 감마선 영역까지 이르는 역컴프턴 복사로 구성되어 있다. 자외선 영역과 희미한 가시광 방출선에서 최고조에 이르는 열적 스펙트럼은 OVV 퀘이사에서 나타나기도 하지만, 도마뱀자리 BL 천체에서는 매우 희미하거나 나타나지 않는다.

## 상대론적 분사출
관측된 블레이자의 방출은 제트의 상대론적 효과에 의해 크게 가속된다. 이 과정을 상대론적 분사출이라 한다. 제트를 구성하고 있는 플라스마의 전체속도는 빛의 속도의 95~99%에 이를 수 있다. (전체속도는 제트에서의 일반적인 전자나 양성자의 속도가 아니다. 개개의 입자들은 다양한 방향으로 움직인다. 그 결과 플라스마에 대한 계의 속도는 언급된 범위에서 존재하게 된다)
정지 좌표계의 제트에서 방출된 광도와 지구에서 관측된 광도 사이의 관계는 제트의 특징에 의존한다. 이는 제트 내의 자기장과 움직이는 입자 사이의 상호작용 뿐만 아니라, 충격파면으로 인해 광도가 상승한 것인지, 아니면 제트의 밝은 거품에 의한 것인지도 포함된다.
기본적인 상대론적 효과를 이용한 간단한 분사출에 관한 모형은 정지좌표계의 제트에서 방출된 광도, Se와 지구에서 관측된 광도, So와 상관 있다. 이들은 천체물리학에서 도플러 인자로 불리는 용어, D와 연결된다. 여기서 So는 Se×D2와 비례한다.
여기서 보이는 것보다 훨씬 더 자세하게 관측할 때, 세가지 상대론적 효과가 수반된다.
- 상대론적 수차 D2 요소의 원인이 된다. 수차는 정지좌표계(이 경우, 제트)에서 등방적으로 보이는 방향에서 관찰자의 좌표계(이 경우, 지구)에서의 운동 방향 쪽으로 밀려 왜곡되어 보이게 만드는 특수 상대론적 효과의 결과이다.

- 시간지연 D+1 요소의 원인이 된다. 이 효과는 에너지의 겉보기 방출 속도를 높여준다. 만약 제트가 자신의 정지좌표계에서 매 분 에너지의 폭발을 일으키고 있다면, 지구에서 이 폭발은 아마 10초당 한 번의 폭발로, 정지좌표계에서보다 더 빨리 일어나는 것처럼 관측될 수 있다.

- 윈도잉 D-1 요소의 원인이 될 수 있다. 그러므로 증폭량을 감소하는 역할을 한다. 이는 각각의 D 인자에 의해 팽창됨으로써, 관측된 창 내의 보다 적은 유체 요소 D가 존재하기 때문에, 변함없는 흐름에서만 일어난다. 그러나, 자유롭게 증식 중인 물질 거품에 대해서, 복사는 최대 D+3까지 증폭된다.

### 예
시선방향에 대한 각도 θ = 5˚와 광속의 99.9%에 해당하는 속도의 제트를 생각해 보자. 지구에서 관측된 광도는 제트에서 방출된 광도의 70배이다. 그러나 θ가 0˚로 최솟값이라면, 제트는 지구에서 600배 밝게 보인다.

### 분사출이 만드는 차이
또한 상대론적 분사출은 또다른 중요한 결과이다. 지구를 향하지 않는 제트는 동일한 상대론적 효과로 인해 어둡게 나타날 것이다. 그러므로 본질적으로 동일한 두 제트는 상당히 비대칭적으로 나타날 것이다. 실제로, 위에 주어진 예에서 θ < 35°에 있는 어떤 제트는 제트의 정지좌표계에서보다 작은 광도로 지구에서 관측될 것이다.
더 나아간 결과는 본질적으로 동일한 AGN 개체가 우주에서 제트 방향이 무작위적으로 향해 있음으로써 지구에서 매우 비동질적인 개체처럼 보일 수 있다는 것이다. θ가 매우 작은 소수의 천체는 아주 밝은 제트를 가지고 있을 것이고, 나머지는 겉보기에 상당히 약한 제트를 가지고 있을 것이다. 90˚가 아닌 θ의 AGN은 비대칭적인 제트를 가진 것처럼 보일 것이다.
이는 블레이자와 전파은하 사이에 숨은 본질이다. 지구에서 시선방향에 가까운 방향으로 놓여 있는 제트를 가진 AGN은 본질적으로 동일하더라도 다른 AGN과 극단적으로 다르게 보일 수 있다.

## 발견
많은 밝은 블레이자들은 처음에 멀리있는 강력한 은하가 아닌, 우리 은하에 있는 불규칙 변광성으로써 발견되었다. 이들 블레이자는 특정한 패턴을 가지지 않고 며칠, 몇년의 주기로 밝기가 변해서 정말 불규칙 변광성같이 보였다.
전파천문학이 태동하던 초기에 하늘에 많은 밝은 전파원들이 관측되었다. 1950년 대 말 전파망원경의 해상도는 특정한 전파원을 확인 하기에 충분했고, 이는 곧 퀘이사의 발견으로 이어진다. 그리고 이들의 최초의 적색편이는 3C 273(매우 가변적인 퀘이사인 3C 273 또한 블레이자이다)에서 측정되었다.
1968년 "변광성" 도마뱀자리 BL과 강력한 전파원 VRO 42.22.01 사이의 유사한 연관성이 제기되었다. 도마뱀자리 BL은 많은 퀘이사의 특징을 보여주지만, 광학적 스펙트럼에서 적색편이를 결정하는데 사용되곤 했던 스펙트럼 선이 없었다. 그러나 희미하지만 근본적으로 은하를 뒷받침하는 증거가 1974년에 발견되었다.
외부 은하 도마뱀자리 BL의 본질은 놀랍지 않았다. 1972년에 도마뱀자리 BL 유형 천체(BL Lacetae-Type Object)를 포함한 극소수의 가변적인 가시광선, 라디오 전파원이 새롭게 제안된 은하의 분류로써 함께 분류되었기 때문이다. 이 용어들은 곧 "도마뱀자리 BL 천체(BL Lacertae object)", "BL Lac object" 또는 간단하게 "BL Lac"로 짧게 단축되었다. (마지막 단어는 원래의 블레이자를 의미할 수 있다. 그러나 앞에 말한 분류의 모든 것은 아니다)
2003년에, 수천개의 도마뱀자리 BL 천체가 알려졌다.

## 현재 관점
블레이자는 관찰자의 시선 방향으로 상대론적 제트를 분사하고 있는 활동 은하핵으로 여겨지고 있다. 이 특별한 제트의 성질은 많은 블레이자를 관측 할 때의 큰 밝기, 매우 빠른 변광, 높은 편광(블레이자가 아닌 퀘이사와 비교했을 때), 그리고 처음 몇 파섹의 제트에서 초광속 운동이 감지 되는 특이한 성질들을 설명한다.
통합 모형은 일반적으로 매우 변광 폭이 큰 퀘이사들이 본질적으로 강력한 전파 은하와 관계되고, 도마뱀자리 BL 천체는 본질적으로 약한 전파 은하와 관계되어 있다고 받아들여진다. 이 두 연관된 개체 사이의 차이는 블레이자의 각기 다른 방출선 특징을 설명한다.
상대론적 제트/통합 모형에 대한 접근법의 대체 설명은 마이크로 중력 렌즈와 상대론적 제트의 방출까지 포함하여 제시된다. 이는 블레이자의 전반적인 특징 어느 것의 설명도 아니다. 예를 들어 마이크로렌즈는 아크로매틱이다. 스펙트럼의 모든 부분의 기복이 있을 것이다. 이는 매우 분명하게 블레이자에서 관측되지 않는 특징이다. 그러나 이 과정은 충분히 가능하다. 게다가 복잡한 플라스마 물리학은 특정한 관측 또는 세부 사항을 설명할 수 있다.

## 예시
블레이자의 몇몇 예시로, 3C 454.3, 3C 273, 도마뱀자리 BL, PKS 2155-304, 마카리안 421, 마카리안 501이 있다. 마지막의 두 천체는 매우 높은 에너지의 감마선 방출이 일어나기 때문에 "TeV 블레이자"라고 불린다.

## 같이 보기
- 퀘이사
- 세이퍼트 은하
- 전파 은하